# Csátalja
Csátalja is een plaats (község) en gemeente in het Hongaarse comitaat Bács-Kiskun. Csátalja telt 1703 inwoners (2005).